# Alejandro (singolo)
Alejandro è un singolo della cantante statunitense Lady Gaga, pubblicato il 20 aprile 2010 come terzo estratto dal terzo EP The Fame Monster.
Scritto da Lady Gaga e RedOne, e prodotto da quest'ultimo, il brano rappresenta quello che Lady Gaga ha definito il suo «mostro della paura del sesso».
Il brano è entrato nelle classifiche in Regno Unito e Ungheria per le vendite digitali in seguito all'uscita dell'album; dopo la sua uscita ufficiale invece, è tornato in classifica in Regno Unito, e anche in Australia, Canada, Nuova Zelanda, Svezia e Stati Uniti d'America. Ha riscosso un grande successo anche in Europa, raggiungendo il primo posto nelle classifiche in Finlandia, Polonia, Russia e Romania. Alejandro è divenuto inoltre il settimo singolo consecutivo di Gaga ad arrivare fra i primi dieci posti della Billboard Hot 100 statunitense.

## Descrizione
Alejandro è stato scritto da Lady Gaga e RedOne, che l'ha anche prodotto. È stato registrato nei FC Walvisch Studios a Amsterdam. RedOne ha annunciato di aver dato vita al brano sulla scia del The Fame Ball Tour, mentre la cantante si esibiva in alcuni spettacoli estivi a Ibiza e Amsterdam.
Musicalmente, Alejandro è un brano elettropop e dance pop con influssi europop influenzato dallo stile musicale degli ABBA e degli Ace of Base. Gli influssi esercitati dagli Ace of Base predominano nel ritmo, nella voce adottata da Gaga e nella melodia. In un'intervista con Fuse, la cantante ha affermato che la fonte d'ispirazione del brano proveniva dalla sua «paura del sesso». Ogni traccia dell'album, The Fame Monster, infatti, prende ispirazione da una paura o "mostro" di Lady Gaga.
Alejandro si apre con il suono di un violino, campionamento tratto dal Csárdás, riadattamento alla musica ungherese del musicista italiano Vittorio Monti; sopra tale base una Gaga angosciata, parlando in inglese, ma con un accento francese, dice: «So che siamo giovani, e so che tu potresti amarmi, ma non posso più stare con te in questo modo, Alejandro», poi, prima del ritornello, sembra in procinto di dare addio ai suoi ex-amanti. Il brano si tramuta quindi in un ritmo europop. «Sai che ti amo ragazzo / caldo come il Messico, gioisci / a questo punto devo scegliere / nulla da perdere».
Secondo i dati raccolti sul sito Musicnotes.com da Sony/ATV Music Publishing, il brano possiede un ritmo moderato di 99 battiti per minuto. Si sviluppa in Si minore, con la voce di Gaga che fluttua da Fa♯3 a Sol5.
Il testo ruota attorno a Lady Gaga che si difende da un harem di uomini, ed è ricca di allusioni agli Abba, tra cui un riferimento al loro brano Fernando del 1976, che Gaga ha citato come uno dei brani che l'hanno ispirata.

## Promozione
Tramite il proprio profilo di Twitter, la cantante ha annunciato la decisione di pubblicare Alejandro dicendo: «Alejandro è in radio. Cazzo suona così bene, ce l'abbiamo fatta piccoli mostri.». Il singolo è stato trasmesso alle radio dal 20 aprile 2010 negli Stati Uniti.

Lady Gaga esegue Alejandro durante il The Monster Ball Tour, simulando un atto sessuale

Lady Gaga ha eseguito Alejandro come quarto brano dalla scaletta nella tappa nordamericana del suo secondo tour mondiale, il Monster Ball Tour, protratto tra il 2009 e il 2011. Invece, nelle tappe europee e britanniche del tour il brano è stato cantato verso la fine dello spettacolo. A partire dalla sua prima esecuzione live, tenutasi a Montréal il 27 novembre 2009, la cantante ha sempre indossato un corpetto e una maschera argentata. Durante lo spettacolo del Monster Ball Tour a San Diego, Gaga ha pronunciato il nome della città nel brano, commentando subito dopo: «sono fortunata che San Diego faccia rima con "Alejandro" e "Fernando"».
Ted Shaw da Windsor Star ha creduto che "Brani come Alejandro, Teeth, e Monster ti sbattono l'atto sessuale in faccia". Jeremy Adams da Rolling Stone ha dato l'opinione che la performance fosse "[uno] dei vari momenti [...] che hanno provocato terrore fra i genitori presenti".
Il 20 aprile 2010, Gaga ha cantato il brano insieme a un altro dell'album, Speechless, nel lancio del Pan-Asia Viva Glam per una raccolta di fondi per AIDS a Tokyo in cui ha vestito un abito fatto con centrini. Il 28 aprile dello stesso anno si esibì nel programma televisivo American Idol; la performance era un medley acustico di Bad Romance e Alejandro.
Lady Gaga ha eseguito il brano anche nel suo terzo tour mondiale, il The Born This Way Ball, che si è protratto dal 2012 al 2013, vestendo un reggiseno con pistole attaccate, esattamente come nel video musicale. Durante l'ArtRave: The Artpop Ball invece, Alejandro è l'ultimo brano della scaletta prima dell'encore.

## Accoglienza
La maggioranza dei critici musicali ha trovato corrispondenze tra Alejandro e le canzoni dei gruppi ABBA e Ace of Base, ma anche brani della popstar Madonna. Infatti, Paul Lester di BBC ha osservato che Alejandro «avanza con un andamento tipico degli Ace of Base». Il TV editor, Sal Cinquemani, di Slant Magazine, ha anch'egli individuato un collegamento con le canzoni degli Ace of Base, definendo Alejandro un apparente omaggio alla band. Stephen Thomas Erlewine di AllMusic si è riferito al brano chiamandolo una «revisione ammodernata degli Abba». Mikael Wood del Los Angeles Times l'ha giudicato vivace e l'ha paragonato allo stile degli Abba. Jon Dolan di Rolling Stone ha definito Alejandro una «tenera parodia degli Abba». Ancora, Scott Plagenhoef di Pitchfork, pur osservando il tono derisorio nei confronti degli Abba, ha potuto constatare che il brano «si delinea in chiave molto moderna, in parte perché il pop americano e l'hip hop, attingono costantemente e notevolmente dalla musica europop, Hi-NRG e dance». Lindsey Fortier di Billboard ha assegnato una buona recensione al brano, giudicandolo molto simile a Don't Turn Around degli Ace of Base, aggiungendo infine: «Al termine del brano, Alejandro, Fernando e Roberto non sono gli unici obbligati ad allontanarsi – l'ascoltatore dall'altra parte balla dietro di loro». Brian R. Fitzgerland del Wall Street Journal, paragonò Alejandro al singolo di Madonna, Who's That Girl. Robert Copsey di Digital Spy diede al brano 5 stelle su 5, paragonandolo al singolo di Madonna, La isla bonita ed alle opere musicali degli Abba, ma con il «tocco personale di Gaga». Copsey ha inoltre elogiato la melodia del brano definendola «ingannevolmente accattivante» e descritto il testo come «malinconico».

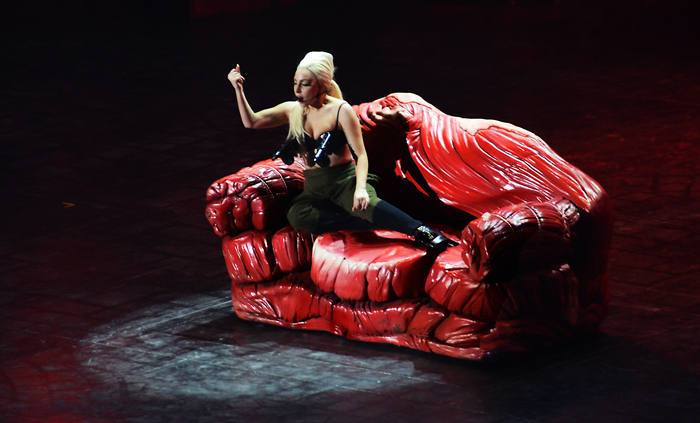
Lady Gaga canta il brano al The Born This Way Ball

Altri critici musicali hanno apprezzato il brano. Chris Ryan di MTV ha descritto la canzone come un «ricco peana all'amore, caldo come il Messico». Michael Hubbard di MusicOMH ha elogiato la canzone, definendola «brillantemente intrigante, ingannevolmente semplice e meravigliosamente malinconica». Evan Sawdey di PopMatters ha affermato che la voce di Gaga nel ritornello assomiglia lontanamente a quella di Shakira.
Altri, invece, hanno giudicato in modo negativo il singolo. Chava Thomas del The Argonaut ha criticato negativamente il brano, definendolo «il solo punto debole di The Fame Monster» e aggiungendo che «il brano sembra forzato e il suo ritmo latino non s'ingrana bene nello stile di Lady Gaga». James Reed del The Boston Globe ha assegnato anch'egli un giudizio negativo ad Alejandro, da lui definita «una tiepida traccia dance in cui canticchia e ricantichicchia il titolo della canzone come se non avesse niente di meglio da dire».

## Video musicale
Le riprese del videoclip sono iniziate il 30 aprile 2010 e sono durate due giorni ed il regista è stato Steven Klein. Nel gennaio 2010 venne annunciato che Gaga aveva avviato un casting per il video musicale di Alejandro e che era ansiosa che David Walliams facesse una comparsa nel video insieme alla moglie Lara Stone. Il 23 marzo 2010, il Women's Wear Daily ha riportato che il fotografo Steven Klein avrebbe diretto il video musicale, come Gaga stessa ha confermato in un'intervista. Dopo aver fatto scalo in Australia con il The Monster Ball Tour, Gaga è stata intervistata da una stazione radiofonica australiana, Nova 100, in cui ha parlato del video musicale. Affermando:

Dopo aver confermato che Klein avrebbe diretto il suo video, la cantante ha affermato che «Non so dirvi qual è il suo elemento centrale, se prima non lo finisco», e ha confessato che Steven Klein è «un mio buon amico, lo amo molto, ho molta stima di lui. Siamo felici di collaborare e per giunta un fotografo di moda sarà capace di raccontarvi una storia, la storia della mia musica tramite la sua idea di moda e il suo stile di vita». Gaga ha reso noto che Klein avesse capito il suo stile di vita «sono quello che vesto» e quindi l'ha scelto credendolo un regista adatto a realizzare il video. Ha aggiunto che «il video si concentra tutto dal luogo in cui sono nata, sull'amore del teatro, l'amore per la musica e per l'irreale nell'arte. Steven conosce appieno tutto questo. Perciò daremo vita a un bel video, e io ne sono entusiasta». Nel maggio 2010, Lady Gaga in un'intervista al Times ha descritto la trama del video:
 Il video ha ottenuto la certificazione Vevo, avendo superato le 100 milioni di visualizzazioni su YouTube e Vevo.

### Accoglienza
Il giorno stesso della pubblicazione del video, i critici hanno espresso pareri contrastanti. James Montogomery di MTV ha scritto: «Gaga ha creato un mondo che, sebbene opprimente, appare anche affascinante». In un successivo articolo, Montogomery ha aggiunto: «la cantante potrebbe aver definitivamente raggiunto il top della sua carriera, un livello di fatto, per lei, insuperabile» e «Lo sembra davvero, per la prima volta lo posso constatare con certezza. Questo è senza dubbio un momento fondamentale nella carriera di Lady Gaga». Kara Warnerda, anche lei di MTV, ha affermato che nel video potevano esserci riferimenti a Vogue di Madonna e Not Myself Tonight di Christina Aguilera, sostenendo che in Alejandro il suo stile fosse più maschile e militaresco rispetto allo stile di Madonna. Proprio grazie al tema militare del video, sono stati fatti alcuni paragoni con il video, Rhythm Nation di Janet Jackson.
Kyle Anderson, anch'esso reporter di MTV, ha osservato una forte somiglianza del video con diverse opere di Madonna, tra le quali il film del 1996, Evita e due video musicali della popstar, Like a Prayer e Human Nature, oltre a Vogue. Allo stesso modo Roger Friedman, reporter di Hollywood, ha affermato che Gaga e Klein «hanno semplicemente rigurgitato Vogue e Justify My Love». Randall Roberts di Los Angeles Times ha commentato che il video «rafforza l'opinione che nessuno, meglio di Gaga, comprende adesso la convergenza tra musica ed immagine». Jed Gottlieb del Boston Herald ha dichiarato: «L'unica cosa proibita nel video è il divertimento. Alejandro mostra una Lady Gaga cupa, tenebrosa e triste; quando non è inserita in mezzo a torsi frementi e ondulanti, si dimostra pensierosa. La trama è difficile da decifrare, ma si tratta chiaramente di una storia non a lieto fine».

Lady Gaga esegue Alejandro in una tappa del The Monster Ball Tour ad Atlantic City

Forti critiche al videoclip sono giunte invece dal mondo cattolico. La statunitense Lega cattolica per i diritti religiosi e civili, ad esempio, ha criticato il video per la scelta di un'immagine religiosa e blasfema, accusando Gaga di «fare la copia di Madonna» e criticando soprattutto la scena del video in cui la cantante ingoia un rosario. Per replicare è intervenuto il regista del video, Steven Klein, spiegando che nel video non ci sono elementi blasfemi, tutt'altro. Infatti il video è un vero e proprio omaggio alla Chiesa, poiché la cantante interpreta un personaggio che deve scegliere il bene o il male, per cui scegliendo il bene, dovrà seguire le orme di Dio e rinunciando ai peccati, dovrà dire addio ad Alejandro; scegliendo il male, invece, potrà continuare a peccare e a immergersi in sfrenati rapporti sessuali. Alla fine del video Lady Gaga sceglie il bene, decidendo di diventare suora: ne viene mostrata infatti l'inquietante trasformazione negli ultimi secondi. Klein ha inoltre aggiunto che la scena in cui Gaga ingoia il rosario non vuole offendere la Chiesa Cattolica ma anzi esprimere «il desiderio di immedesimarsi nella teofagia».
La cantante Katy Perry ha dato voce al proprio pensiero sul profilo Twitter, dicendo: «Fare uso della blasfemia come spettacolo è penoso quanto un comico che fa battute sui peti». The Huffington Post a tal proposito ha sostenuto che, per quanto Katy Perry non avesse fatto il nome di Gaga, fosse un chiaro attacco alla cantante. In un'intervista con Le 6/9 a NRJ Radio, la Perry ha affermato che la frase non fosse rivolta solo a Gaga, ma fosse basata sul proprio pensiero religioso al momento.

## Premi
Nel 2010 Alejandro viene nominato al Premios Oye! come "Miglior canzone inglese dell'anno", in competizione con Bad Romance, candidato nella stessa categoria. Ha ricevuto una candidatura ai Teen Choice Awards 2010 come "Canzone dell'estate", premio poi assegnato a California Gurls di Katy Perry. Nel 2011, durante lo svolgimento dei BMI Awards, il brano vince nella categoria Award-Winning Songs insieme ad altri suoi singoli, come Paparazzi, Bad Romance e Telephone. Nello stesso anno, il brano vinse agli International Dance Music Awards nella categoria Best Pop Dance Track.

## Tracce
Testi e musiche di Stefani Germanotta e Nadir Khayat.
Download digitale
1. Alejandro – 4:34

Download digitale – The Remixes EP
1. Alejandro (Afrojack Remix) – 4:48
2. Alejandro (Rusko's Papuseria Remix) – 3:53
3. Alejandro (Dave Audé Remix) – 7:15
4. Alejandro (Skrillex Remix) – 5:49
5. Alejandro (Kim Fai Remix) – 7:20
6. Alejandro (The Sound of Arrows Remix) – 3:57
7. Alejandro (Bimbo Jones Remix) – 6:40
8. Alejandro (Kleerup Remix) – 5:22

CD (Francia)
1. Alejandro (Radio Edit) - 4:00
2. Alejandro (Dave Audé Radio Remix) - 3:50
3. Alejandro (Bimbo Jones Radio Edit Remix) - 3:19

CD (Germania, Regno Unito)
1. Alejandro - 4:34
2. Alejandro (Dave Audé Remix) - 7:15

7" (Regno Unito)
1. Alejandro - 4:34
2. Alejandro (Bimbo Jones Remix) - 6:40

Download digitale (Regno Unito)
1. Alejandro - 4:34
2. Alejandro (Music video) - 8:44

## Formazione
Hanno partecipato alle registrazioni, secondo le note di copertina di The Fame Monster:
Musicisti
- Lady Gaga – voce, cori
- RedOne – strumentazione, cori, programmazione

Produzione
- RedOne – produzione, registrazione, montaggio vocale, arrangiamenti vocali, ingegneria del suono
- Lady Gaga – co-produzione, arrangiamenti vocali
- Eelco Bakker – ingegneria del suono
- Johnny Severin – montaggio vocale
- Robert Orton – missaggio
- Gene Grimaldi – mastering

## Successo commerciale

Lady Gaga mentre esegue Alejandro durante il The Monster Ball Tour

Nella settimana del 17 aprile 2010 il singolo ha fatto la sua prima apparizione nella Billboard Hot 100, alla posizione 72. Alla pari dei suoi precedenti, Alejandro ha ricevuto un'ottima accoglienza negli Stati Uniti d'America, riuscendo a entrare nelle prime dieci posizioni e occupando per una settimana la quinta posizione, confermandosi così come il settimo singolo consecutivo di Lady Gaga presente nella top 10 statunitense. Lady Gaga è la seconda artista che vanta sette singoli nelle prime dieci posizioni della Billboard Hot 100: infatti, tra il 1990 e il 1994, Mariah Carey piazzò ben 11 singoli nella top 10 statunitense, di cui 8 al primo posto. Il brano ha venduto oltre 2 285 000 download digitali negli Stati Uniti d'America sino ad ottobre 2011, secondo Nielsen SoundScan, rendendo Gaga l'unica artista nella storia digitale a piazzare nella top 10 statunitense sette singoli consecutivi che, negli Stati Uniti d'America, hanno venduto oltre 2 milioni di copie al momento della certificazione. Nel 2018 viene certificato da Billboard che le vendite del singolo nel Paese ammontano a 2 620 000 copie.
Il brano ha debuttato nella Hot Dance Club Play alla 40ª posizione, raggiungendo la prima posizione nella settimana del 7 luglio 2010, ripetendo il risultato dei singoli Poker Face, LoveGame, Paparazzi, Bad Romance e Telephone. In Canada, Alejandro ha debuttato alla 68ª posizione nella Billboard Canadian Hot 100 nella settimana del 4 aprile 2010.
In seguito all'uscita di The Fame Monster sul mercato musicale, Alejandro è riuscito, al 29 novembre 2009, a debuttare nel Regno Unito al 75º posto, grazie alle eccezionali vendite digitali. Nella settimana del 6 dicembre 2009, il brano è arrivato in 5ª posizione in Ungheria. In Italia il brano ha raggiunto la seconda posizione e ci è rimasto per otto settimane. In totale è rimasto in top 10 per 14 settimane. In tutta Europa, il brano è ha raggiunto una posizione fra i primi cinque nelle classifiche.
Alejandro si è inserito nella classifica australiana nella settimana dell'11 aprile 2010, toccando la 49ª posizione ancor prima di essere lanciato come singolo. Il brano ha scalato rapidamente la classifica, e, in appena quattro settimane raggiunge la seconda posizione nella settimana del 2 maggio 2010, confermandosi come il settimo singolo dell'artista entrato nella top 5 australiana. In Nuova Zelanda il singolo debutta in 35ª posizione nella settimana del 19 aprile 2010, ma qui non ha riscontrato un successo degno dei precedenti, fermandosi alla 11ª posizione, intraprendendo a partire da questa settimana un lento declino, imponendosi come il secondo singolo di Lady Gaga, dopo LoveGame, non entrato nella top 10 neozelandese.

## Classifiche

### Classifiche settimanali
| Classifica (2010-25) | Posizione massima |
| -------------------- | ----------------- |
| Australia            | 2                 |
| Austria              | 2                 |
| Belgio (Fiandre)     | 4                 |
| Belgio (Vallonia)    | 3                 |
| Brasile              | 74                |
| Bulgaria             | 1                 |
| Canada               | 4                 |
| Danimarca            | 4                 |
| Europa               | 2                 |
| Finlandia            | 1                 |
| Francia              | 3                 |
| Germania             | 2                 |
| Grecia               | 1                 |
| Irlanda              | 3                 |
| Italia               | 2                 |
| Lussemburgo          | 2                 |
| Norvegia             | 3                 |
| Nuova Zelanda        | 11                |
| Paesi Bassi          | 7                 |
| Polonia              | 1                 |
| Regno Unito          | 7                 |
| Repubblica Ceca      | 1                 |
| Romania              | 1                 |
| Russia               | 1                 |
| Slovacchia           | 2                 |
| Spagna               | 3                 |
| Stati Uniti          | 5                 |
| Svezia               | 4                 |
| Svizzera             | 3                 |
| Ucraina              | 4                 |
| Ungheria             | 1                 |

### Classifiche di fine anno
| Classifica (2010) | Posizione |
| ----------------- | --------- |
| Australia         | 50        |
| Austria           | 10        |
| Belgio (Fiandre)  | 17        |
| Belgio (Vallonia) | 15        |
| Bulgaria          | 7         |
| Canada            | 14        |
| Danimarca         | 19        |
| Europa            | 16        |
| Germania          | 19        |
| Italia            | 4         |
| Paesi Bassi       | 21        |
| Romania           | 2         |
| Russia            | 6         |
| Spagna            | 8         |
| Stati Uniti       | 33        |
| Svizzera          | 8         |
| Ucraina           | 12        |
| Ungheria          | 6         |
| Classifica (2011) | Posizione |
| Russia            | 100       |
| Ucraina           | 150       |
| Ungheria          | 93        |

## Date di pubblicazione
| Nazione               | Data           | Formati                            |
| --------------------- | -------------- | ---------------------------------- |
| Stati Uniti d'America | 20 aprile 2010 | Mainstream radio                   |
| Stati Uniti d'America | 18 maggio 2010 | The Remixes EP – Download digitale |
| Belgio                | 24 maggio 2010 | Download digitale                  |
| Svezia                | 24 maggio 2010 | Download digitale                  |
| Francia               | 31 maggio 2010 | The Remixes EP – Download digitale |
| Germania              | 15 giugno 2010 | The Remixes EP – CD Single         |
| Stati Uniti d'America | 15 giugno 2010 | The Remixes EP – CD Single         |
| Regno Unito           | 28 giugno 2010 | CD Single, 7"                      |